# Sven Schuhmacher
Sven Schuhmacher (* 12. April 1977 in Bühl) ist ein deutscher Redakteur, Moderator und Sänger.

## Leben
Schuhmachers Karriere begann zunächst als Redakteur und Gäste-Booker der Fernsehsendung Interaktiv (VIVA TV). Später wurde er Sidekick von Sarah Kuttner in deren Late Night Show Sarah Kuttner – Die Show (von 2004 bis 2005 bei VIVA) und Kuttner. (von 2005 bis 2006 bei MTV).
In dieser Show trat er mit dem von Pfarrer Clemens Bittlinger geschriebenen Lied Aufstehn, aufeinander zugehn (basierend auf der Musik von Schöne Leute von Purple Schulz) auf, das er kurz zuvor bei der Konfirmation seiner Cousine gehört hatte. Seine Interpretation sorgte für begeisterte Reaktionen unter den Zuschauern der Show. Ende Mai 2005 wurde der Song als Single veröffentlicht und erreichte kurze Zeit später die deutschen Singlecharts.
In der dritten Staffel arbeitete er als Außenkorrespondent/Außenreporter in der TV-Sendung Niels Ruf Show im digitalen Fernsehprogramm bei Sat.1 Comedy. Im Jahr 2008 wurde sie eingestellt. Heute arbeitet Sven Schuhmacher in der TV-Produktionsfirma „Fernsehmacher“ in Hamburg, die unter anderem Markus Lanz, Lafer! Lichter! Lecker!, Die Küchenschlacht und Topfgeldjäger produziert. Er agiert dort unter anderem als Redakteur und Sprecher des Unternehmens.